# Hladilnik (naprava)
Hladilnik je gospodinjski aparat za hlajenje živil. Sestavljen je iz toplotno izoliranega prostora in toplotne črpalke (mehanske, elektronske ali kemične), ki prenaša toploto iz notranjosti hladilnika do zunanjega okolja, tako da je notranjost hladilnika ohlajena na temperaturo, ki je nižja od temperature prostora, v katerega je postavljen hladilnik. Hlajenje je v razvitih državah priljubljena tehnika shranjevanja hrane od nakupa do porabe. Nižje temperature v zaprtih prostorih znižujejo stopnjo razmnoževanja bakterij, tako da hladilnik upočasnjuje kvarjenje shranjenih živil. Temperaturo vzdržuje nekaj stopinj nad lediščem vode. Optimalna temperatura, ki ohranja živila, je od 3 °C do 5 ºC. 
Podobna naprava, ki pa vzdržuje temperaturo pod lediščem vode, imenujemo zamrzovalnik (tudi zmrzovalnik). Uporabljajo se v gospodinjstvih, industriji in trgovini. Hrana, shranjena pri temperaturi -18 °C ali nižji, je ohranjena za mnogo daljši čas. Večina gospodinjskih zamrzovalnikov ohranja temperature od -23 °C do -18 °C, za industrijske namene in namene trgovine  pa dosegajo tudi do -34 °C. 
Hladilniki na splošno ne dosegajo temperatur, nižjih od -23 °C, saj isti hladilni krog služi za hladilni in zamrzovalni del hladilnika. Znižanje temperature v hladilnem delu lahko povzroči težave pri ohranjanju temperature ledišča zamrzovalnega dela, če je zamrzovalnik vgrajen v hladilni del. Zamrzovalniki so torej lahko vključeni kot samostojni prostor v hladilniku ali pa kot ločena naprava. Gospodinjski zamrzovalniki so običajno pokončni, kakor hladilniki, ali skrinje. 
Hladilnik je relativno moderen izum. Nadomestil je zamrzovalno skrinjo, ki je bila del gospodinjstev že skoraj pred stoletjem in pol. 

## Stili
Največ gospodinjstev uporablja hladilnik z vgrajenim zamrzovalnikom zgoraj, ki je osnovni slog že od leta 1940. Hladilnik imenovan side-by-side, ki ga je uvedla Amana v letu 1949, ni bil med priljubljenimi slogi do leta 1965, ki je bil predstavljen kot hladilnik na desni in zamrzovalnik na levi strani. Danes tak hladilnik imenujemo ameriški hladilnik. Poznamo tudi hladilnike z ločenim zamrzovalnikom spodaj, od leta 1950, in francoski stil hladilnika z dvemi vrati hladilnega dela zgoraj in zamrzovalnikom spodaj. Ta stil hladilnika je bil predstavljen leta 1990.
Večina hladilnikov tehta med 91 kg in 200 kg, vendar so v prodaji tudi modeli, ki tehtajo do 400 kg. 
Razvijanje izgleda skozi leta:
V začetku leta 1950 je bila večina hladilnikov bele barve. Vendar so že od druge polovice istega leta oblikovalci in proizvajalci nanje dodajali barve.  V zgodnjih 60-ih so postale pastelne barve, kot sta turkizna in roza, zelo priljubljene, z izgledom brušene kromirane prevleke. Skozi 70-ta leta so postale popularne naravne barve, kot so zelena barva avokada, jesenska zlata in barva mandljev. Leta 1980 so bili nekateri modeli hladilnikov v črni barvi, ki je dala izgled razkošja. V poznih 90-ih je eleganco prevzelo nerjaveče jeklo, ki ga je leta 2009 en proizvajalec začel predstavljati v več barvah. 

### Velikosti
Hladilniki in zamrzovalniki so različnih velikosti. Med najmanjše sodijo štirilitrski hladilniki, ki jih oglašujejo z možnostjo hlajenja 6 pločevink piva. Večji gospodinjski hladilniki so višine človeka, v širino pa merijo približno 1 meter in so zmožni shranjevanja do 600 litrov. Za manjša gospodinjstva so dovolj hladilniki višine 86 cm, zmogljivosti od 200 do 350 litrov.

## Dodatne funkcije
Novejši hladilniki lahko imajo:
- avtomatsko odtaljevanje, ki omogoča, da se led ne nabira na stenah aparata
- opozorilo v primeru izpada električne energije, ki z utripajočo lučko opozori na povišano temperaturo
- ohlajevanje vode in izdelavo ledu z razpršilcem na vratih. Nekateri imajo tudi vgrajen sistem filtriranja vode
- nastavljive police in predali
- predali na kolesca, ki omogočajo lažje čiščenje
- indikator, ki opozori, kdaj je potrebno zamenjati vodni filter
- hladilno cono za pijače na policah vrat hladilnika, kamor se preusmeri zrak iz zamrzovalnika